# Curtis Thompson
Curtis Thompson (né le 8 février 1996 à Trenton) est un athlète américain, spécialiste du lancer du javelot.

## Biographie
Médaillé de bronze des championnats panaméricains juniors 2015, il remporte le titre des Championnats NACAC espoirs de 2016.
Vainqueur de son premier titre national en 2018, il se classe deuxième des championnats NACAC seniors derrière le Grenadin Anderson Peters.
Titré lors des sélections olympiques américaines de 2020, son deuxième titre national, il participe aux Jeux olympiques de 2020 mais ne franchit pas le cap des qualifications.
En 2022, il décroche la médaille d'or des championnats NACAC avec un lancer à 84,23 m, et atteint la finale des championnats du monde 2022 (11e place).

## Palmarès
| Date | Compétition        | Lieu     | Résultat | Temps   |
| ---- | ------------------ | -------- | -------- | ------- |
| 2018 | Championnats NACAC | Toronto  | 2e       | 76,02 m |
| 2022 | Championnats NACAC | Freeport | 1er      | 84,23 m |
| 2023 | Jeux panaméricains | Santiago | 1er      | 79,65 m |

### National
- Championnats des États-Unis
  - Décathlon : vainqueur en 2018, 2021, 2023, 2024

## Records
| Épreuve           | Marque  | Lieu        | Date           |
| ----------------- | ------- | ----------- | -------------- |
| Lancer du javelot | 87,70 m | Stroudsburg | 9 juillet 2022 |